# Нагутская (станция)
Нагу́тская — станция в Ставропольском крае. Приобрела известность благодаря тому, что здесь в 1914 году родился Юрий Владимирович Андропов. Находится на территории села Солуно-Дмитриевское. Является железнодорожным узлом на линии Минеральные Воды — Невинномысская.
Является туристическим местом в селе, в 1984 году был установлен бюст Юрию Андропову. Сама станция была основана в 1868 году, выключена в состав села в 1918 году. Является местом ожесточённых боёв Красной армии против немецких войск, входит в перечень «Исторических мест Ставропольского края».

## История
С 1868 года в составе Ставропольской губернии. В 1914 году там родился будущий генеральный секретарь ЦК КПСС Юрий Владимирович Андропов, в связи с чем впоследствии был установлен его бюст.
После небольшого перерыва после Первой мировой войны станция была включена в состав самого посёлка, спустя некоторое время там был запущен маршрут на линии «Минеральные воды». В 1930-е годы рядом со станцией было развито сельское хозяйство.
В годы Великой Отечественной войны станция была освобождена от немецкого-фашистских захватчиков, впоследствии на доме рядом со станцией установлена памятная доска. Позже была открыта железная дорога в с. Невинномысскую.